# Ely
Ely (pronunciata [ˈiːli]) è una città dell'Inghilterra, situata nel distretto dell'East Cambridgeshire nella contea del Cambridgeshire, Est dell'Inghilterra. Dista 64 miglia (103 km) da Charing Cross, Londra.
Nel 2001 aveva una popolazione di 15 102 abitanti.
È sede della celebre Cattedrale dedicata alla Santa e Indivisibile Trinità e a Sant'Eteldreda.
Durante il Medioevo vi si teneva una fiera detta di "St. Audrey", in memoria di santa Eteldreda di Ely, dove venivano venduti nastri e cravatte di scarso valore. Il nome della fiera, da cui derivò il termine tawdry che significa "pacchiano", "economico", determinò una diminuzione dell'uso del nome proprio di persona Audrey.

## Amministrazione

### Gemellaggi
- Ribe

## Curiosità
- La cattedrale di Ely si vede sull'orizzonte della copertina dell'album dei Pink Floyd, The Division Bell del 1994.
- La città vinse l'edizione 1973 di Giochi senza frontiere.